# Barbara Bonney
Barbara Bonney (Montclair, 14 aprile 1956) è un soprano statunitense.

## Biografia
Barbara Bonney nata nel cuore del New Jersey a Montclair, da ragazza ha studiato pianoforte e violoncello, appena tredicenne la sua famiglia si è trasferita nel Maine e lì la giovane Barbara ha iniziato la sua carriera musicale come violoncellista nella Portland Youth Orchestra. Ha frequentato l'università del New Hampshire (UNH) perfezionandosi in lingua tedesca e approfondendo le proprie conoscenze musicali. I suoi studi musicali l'hanno poi portata nella patria del grande Mozart in Austria e più precisamente a Salisburgo città in cui Barbara Bonney frequenterà dapprima l'università ad indirizzo musicale e poi il Mozarteum specializzandosi in canto.
Ha debuttato nel 1979 nel ruolo di Anna nell'opera “Die lustigen Weiber von Windsor” presso il teatro d'opera di Darmstadt, negli anni immediatamente successivi ha intrapreso la sua folgorante carriera di soprano approdando nel 1984 alla Royal Opera House Covent Garden di Londra nel ruolo di Sophie ne Il cavaliere della rosa. A Londra il soprano è andata in scena per trentadue rappresentazioni fino al 2004.
Nel 1985 è al Teatro alla Scala di Milano nel ruolo di Pamina ne Il Flauto Magico. Sempre nel 1985 interpreterà Sophie allo Staatsoper di Vienna nell'opera Der Rosenkavalier. A Vienna la Bonney è andata in scena fino al 1999 per cinquantadue volte.
Nel 1987 è Pamina ne Il flauto magico al Teatro La Fenice di Venezia. 
Nello stesso anno è Octave nella ripresa della Salle Garnier del Théâtre du Casino di Montecarlo di "Le chevalier à la rose" ("Der Rosenkavalier") di Richard Strauss.
Nel 1988 il ritorno negli Stati Uniti con il debutto al Metropolitan nel ruolo di Nyade nell'opera Ariadne auf Naxos di Richard Strauss. Al Metropolitan Opera House ella è andata in scena in cinquantotto rappresentazioni fino al 2001.
Nel 1989 canta nella ripresa nell'Erzabteikirche St.Peter di Salisburgo della Grande Messa n.18 K.427 in do minore di Wolfgang Amadeus Mozart.
Nel 1995 è solista nella Proiezione del film Luigi Nono Il canto sospeso al Teatro La Fenice di Venezia.
Nel 1999 è Ilia in Idomeneo al San Francisco Opera.
Ritornerà a Salisburgo nel 2006 per il Salzburg Festival con il ruolo di Servilla nell'opera La clemenza di Tito di Wolfgang Amadeus Mozart.
Tra i tanti premi e riconoscimenti ricevuti ha conseguito anche l'ambito Gramophone Award nell'anno 2000.
Barbara Bonney ha dedicato inoltre gran parte della sua produzione alla musica sacra alla musica antica, liederistica e da camera; la sua vocalità eclettica, solida, ma al contempo fresca ed agile, le ha permesso di affrontare con successo partiture sacre di Vivaldi, Bach, Monteverdi, lieder di Mozart, Schubert, ruoli importantissimi di Soprano soubrette e di coloratura in numerosissime opere collaborando con i più grandi direttori d'orchestra e solisti del panorama internazionale.
Ha effettuato oltre 90 incisioni in tutte le lingue
Barbara Bonney è membro della Royal Swedish Academy of Music e docente alla Royal Academy of Music di Londra. Recentemente è stata nominata docente ai corsi di alto perfezionamento al Mozarteum, di Salisburgo.

## Discografia parziale
- J.S. Bach, St. Matthew Passion (Arias & Choruses) - Ann Monoyios/Anne Sofie von Otter/Barbara Bonney/Cornelius Hauptmann/English Baroque Soloists/Howard Crook/John Eliot Gardiner/Michael Chance/Monteverdi Choir/Olaf Bär/The London Oratory Junior Choir, 1989 Deutsche Grammophon/Archiv
- Bach: Mass in B Minor, BWV. 232 - Alastair Miles/Angelika Kirchschlager/Barbara Bonney/John Mark Ainsley/Saito Kinen Orchestra/Seiji Ozawa/Tokyo Opera Singers, 2002 Philips
- Brahms, Requiem - Giulini/Schmidt, Deutsche Grammophon
- Brahms-Schumann, Liebeslieder - Anne Sophie von Otter, Kurt Streit, Olaf Bär. EMI
- Dowland, The John Dowland Collection - Söllscher/Kirkby/Otter, Deutsche Grammophon
- Grieg, Peer Gynt (sel.) - Järvi/Eklöf, Deutsche Grammophon
- Grieg, Peer Gynt/Sigurd Jorsalfar - Järvi/Eklöf/Sandve, Deutsche Grammophon
- Handel/Mozart: Acis & Galatea, K. 566 - Barbara Bonney/Jamie MacDougall/Markus Schäfer/John Tomlinson/The English Concert Choir/The English Concert/Trevor Pinnock, 1992 Deutsche Grammophon
- Hasse, Salve Regina/Chori angelici/Fuga sol min. - Goebel/Musica Antiqua Köln, 1996 Archiv Produktion
- Haydn, Die Schöpfung - Barbara Bonney/Edith Wiens/Hans-Peter Blochwitz/Jan-Hendrik Rootering/Olaf Bar/Sir Neville Marriner/Stuttgart Radio Chorus/Stuttgart Radio Symphony Orchestra, 1990 EMI
- Humperdinck, Hänsel Und Gretel - Andreas Schmidt/Anne Sofie von Otter/Barbara Bonney/Barbara Hendricks/Bayerischer Rundfunk/Eva Lind/Hanna Schwarz/Jeffrey Tate/Marjana Lipovsek/Toelzer Knabenchor, 1990 EMI
- Lehár, Vedova allegra - Gardiner/Studer/Terfel, Deutsche Grammophon
- While I Dream - Liszt Songs, Schumann Dichterliebe - Antonio Pappano & Barbara Bonney, 2002 Decca
- Mahler, Des Knaben Wunderhorn - Barbara Bonney/Gösta Winbergh/Matthias Goerne/Riccardo Chailly/Royal Concertgebouw Orchestra/Sara Fulgoni, 2002 Decca
- Mozart, Flauto magico - Ostman/Streit/Jo/Cachemaille, 1992 Decca
- Mozart, La Clemenza di Tito - Academy of Ancient Music/Academy of Ancient Music Chorus/Barbara Bonney/Cecilia Bartoli/Christopher Hogwood/Della Jones/Uwe Heilmann, 1995 Decca
- Mozart, Messe K.317/Vesperae solennes/Exsultate, jubilate - Pinnock/Wyn Rogers, 1993 Archiv Produktion
- Mozart, Requiem/Kyrie - Gardiner/Otter/White, 1986 Philips
- Mozart, Missa Solemnis K. 139 "Waisenhaus" - Exsultate Jubilate K. 165 - Arnold Schoenberg Chor/Barbara Bonney/Concentus Musicus Wien/Håkan Hagegård/Jadwiga Rappé/Josef Protschka/Nikolaus Harnoncourt, 1990 Teldec
- Bonney Sings Mozart - Arleen Auger/Barbara Bonney/Bryn Terfel, 1998 Decca
- The Other Mozart - Barbara Bonney & Malcolm Martineau, 2005 Decca
- Orff, Carmina burana - Previn/Lopardo/Moore, 1993 Deutsche Grammophon
- Pergolesi, Stabat Mater/Salve Regina - Rousset/Scholl, 1999 Decca
- Schubert Schumann, Messe D.167/Requiem Mignon - Abbado/Schmidt, Deutsche Grammophon
- Schumann, Paradiso e la Peri - Gardiner/Finley, 1997 Archiv Produktion
- Robert & Clara Schumann: Lieder - Barbara Bonney & Vladimir Ashkenazy, 1997 Decca
- Strauss, Four Last Songs - Barbara Bonney & Malcolm Martineau, 1999 Decca
- Bonney, Fairest Isle - Academy of Ancient Music/Barbara Bonney/Christopher Hogwood/Jacob Heringman, 2000 Decca
- American Songs, André Previn & Barbara Bonney - 1997 Decca
- The Radiant Voice of Barbara Bonney - 2001 Decca
- Bonney, Im Chambre séparée: The Operetta Album - Barbara Bonney & Ronald Schneider, 2003 Decca
- Bonney, Diamonds in the Snow - Antonio Pappano & Barbara Bonney, 1999 Decca

## DVD parziale
- Mozart: La clemenza di Tito (Salzburg Festival, 2003) - Elīna Garanča/Barbara Bonney/Nikolaus Harnoncourt, Arthaus Musik/Naxos
- Rameau: Les Boreades (Paris National Opera, 2003) - Barbara Bonney/Les Arts Florissants/William Christie, Opus Arte/Naxos